# The Celebration Tour
Ten artykuł został nominowany do wyróżnienia „Artykuł na Medal”.
Weź udział w dyskusji na ten temat.
The Celebration Tour – dwunasta trasa koncertowa amerykańskiej piosenkarki Madonny, trwająca od 14 października 2023 do 4 maja 2024. Została zorganizowana przez Live Nation Entertainment w ramach uczczenia 40-lecia jej działalności muzycznej, a podczas występów wykonywany był przekrojowy repertuar. Objęła 81 koncertów w Europie i obu Amerykach.
Pierwsze nieoficjalne doniesienia o trasie zaczęły się pojawiać w 2022. 17 stycznia 2023 Madonna i Live Nation Entertainment ją potwierdzili, zapowiadając początek na 15 lipca 2023. Pierwotnie trasa miała się składać z etapu północnoamerykańskiego od lipca do października 2023 oraz etapu europejskiego od października do grudnia 2023. W czerwcu 2023 pierwszy etap został przełożony ze względu na hospitalizację Madonny po zarażeniu bakterią. Ostatecznie trasa rozpoczęła się 14 października 2023 w Londynie, a etap europejski przebiegł zgodnie z pierwotnym planem, kończąc się 6 grudnia 2023. Etap północnoamerykański trwał do 13 grudnia 2023 do 26 kwietnia 2024. Trasa zakończyła się 4 maja 2024 bezpłatnym koncertem w Rio de Janeiro, transmitowanym na żywo przez brazylijską telewizję TV Globo.
Trasa została pozytywnie odebrana przez krytykę muzyczną. Koncerty, nie wliczając tego w Rio de Janeiro, przyniosły 225,4 miliona dolarów amerykańskich dochodu z 1,1 miliona sprzedanych biletów. Występ w Rio de Janeiro przyciągnął ponad 1,6 miliona osób, pobijając rekord największej widowni w historii samodzielnych koncertów i wywierając wpływ na lokalną gospodarkę.

## Geneza

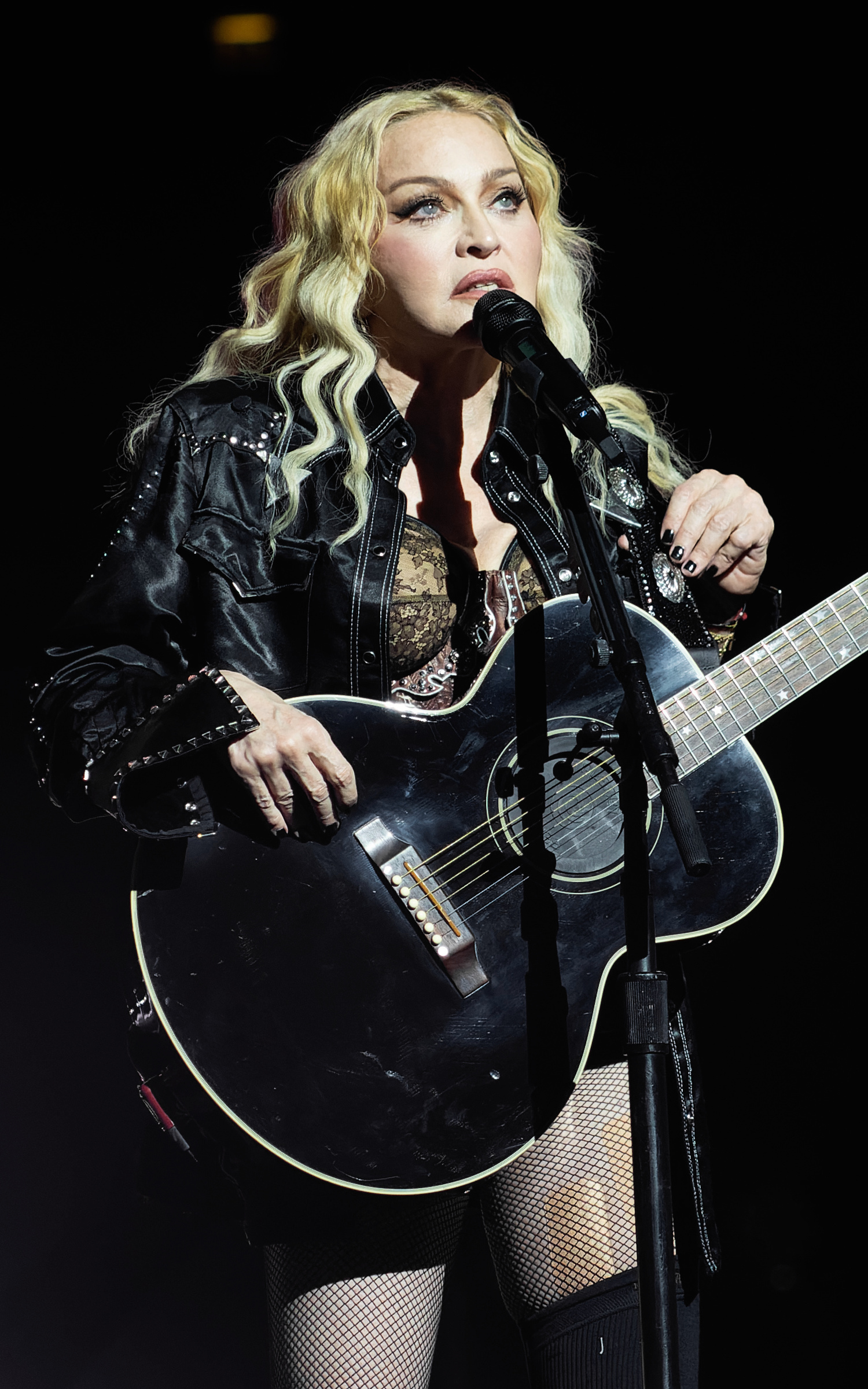
Madonna na koncercie w Londynie

W lipcu 2022 Madonna udzieliła magazynowi „Variety” wywiadu, w którym zdradziła, że chciałaby wyruszyć w trasę koncertową. 19 sierpnia 2022 wydała remix album Finally Enough Love: 50 Number Ones z remiksami 50 swoich utworów, które dotarły do pierwszego miejsca notowania Dance Club Songs. Po premierze zamieściła w serwisie YouTube film, na którym odpowiadała na 50 pytań fanów. Na pytanie, czy planuje promującą album trasę koncertową, odpowiedziała: „Czy chcecie, bym wyruszyła w trasę?”. W październiku 2022 w mediach zaczęły się pojawiać doniesienia o planowanej trasie, w tym o zarezerwowanym terminie koncertu w październiku 2023 na Estadio Centenario w Montevideo. W styczniu 2023 publikacje, w tym „Billboard”, przekazały nieoficjalnie informacje o planowanej trasie rocznicowej w ramach uczczenia „głębokiego katalogu hitów”, dodając, że zostały zarezerwowane terminy w O2 Arenie w Londynie. 16 stycznia 2023 Madonna usunęła wszystkie wpisy w serwisie Instagram, co media interpretowały jako zapowiedź ogłoszenia trasy.

## Organizacja
17 stycznia 2023 Madonna i organizator, Live Nation Entertainment, ogłosili trasę i podali rozpiskę 35 koncertów. W komunikacie pojawiła się zapowiedź, że trasa „zabierze nas w artystyczną podróż Madonny przez cztery dekady i odda hołd miastu Nowy Jork, gdzie rozpoczęła się jej kariera muzyczna”. Artystka dodała: „Nie mogę się doczekać, żeby odkryć jak najwięcej piosenek, mając nadzieję, że dam moim fanom widowisko, na które czekali”. Trasa miała się rozpocząć 15 lipca 2023 w Vancouver, do października 2023 objąć Stany Zjednoczone i Kanadę, a następnie przenieść się do Europy i zakończyć 1 grudnia 2023 w Amsterdamie, a występy miały się odbyć w halach sportowo-widowiskowych. Ponadto organizatorzy poinformowali, że każdego wieczoru z Madonną będzie występować Bob the Drag Queen. W dniu ogłoszenia trasy Madonna opublikowała film, w którym rozmawia na jej temat z Bobem the Drag Queen, Diplo, Juddem Apatowem, Jackiem Blackiem, Lil Waynem, Kate Berlant, Larrym Owensem, Megan Stalter, Erikiem Andrém i Amy Schumer. Bob the Drag Queen zdradził później, że nikt z obecnych na nagraniu nie wiedział, co się wydarzy, zanim kamerzysta nie rozpoczął kręcić. Nazwa trasy stanowiła nawiązanie do kompilacji największych przebojów, Celebration, wydanej przez Madonnę w 2009.
Ze względu na wysoką sprzedaż biletów, w styczniu 2023 zostały dodane kolejne koncerty w dotychczas ogłoszonych miastach. Do końca miesiąca plan trasy został rozszerzony o 36 kolejnych występów, z czego w Londynie, Nowym Jorku i Los Angeles Madonna miała wystąpić sześciokrotnie, zaś w Paryżu czterokrotnie. 27 marca 2023 organizatorzy poinformowali o kolejnych ośmiu koncertach w Stanach w grudniu 2023 i styczniu 2024, w tym w czterech nowych miastach. Dodali, że część dochodu z występu w Nashville zostanie przekazana na organizacje wspierające prawa osób transpłciowych, w ramach odpowiedzi na wprowadzone w Tennessee prawo Tennessee Adult Entertainment Act, zakazujące osobom niepełnoletnim oglądania występów drag queen. 17 kwietnia 2023 został ogłoszony koncert w Meksyku w styczniu 2024. Do 4 maja 2023 zostały dodane trzy kolejne występy w Meksyku.

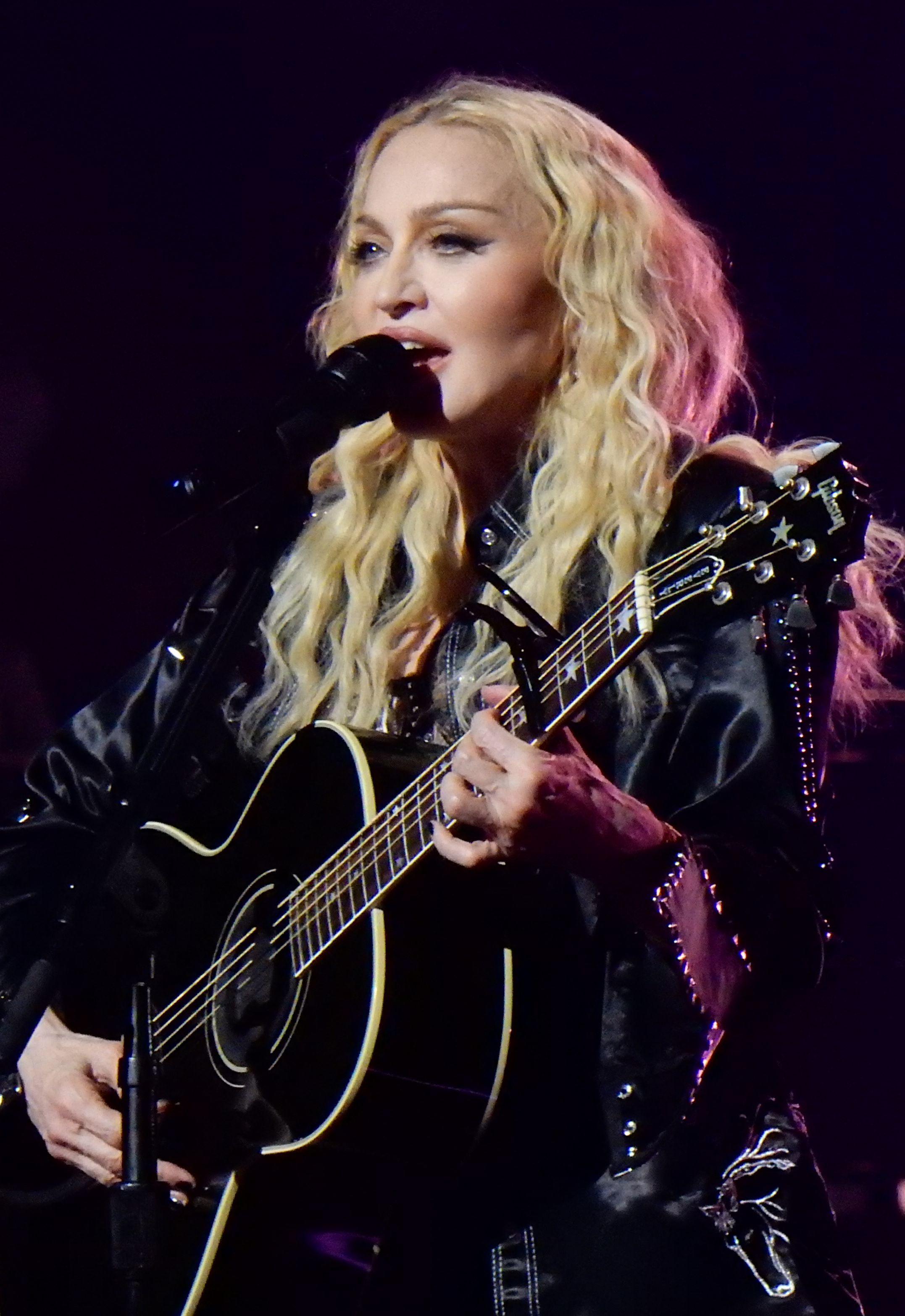
Madonna na koncercie w Londynie

24 czerwca 2023 Madonna została przewieziona do szpitala i rozpoczęła kilkudniowy pobyt na oddziale intensywnej terapii z powodu zarażenia bakterią. Cztery dni później jej menedżer, Guy Oseary, poinformował we wpisie w serwisie Instagram, że wszystkie jej aktywności zawodowe, w tym trasa, zostają tymczasowo wstrzymane. 10 lipca 2023 Live Nation Entertainment ogłosił, że pierwsza seria koncertów w Ameryce Północnej zostanie przełożona na późniejsze terminy, a trasa rozpocznie się 14 października 2023 w Europie. 15 sierpnia 2023 została ogłoszona rozpiska przełożonych koncertów w Ameryce Północnej. Trasa miała się zakończyć 24 kwietnia 2024 w Meksyku, a pięć występów (w tym w Nashville) zostało odwołanych z powodu konfliktów w harmonogramie. Bilety zachowały ważność, z wyjątkiem sześciu koncertów przeniesionych do innych obiektów (zostały wykonane zwroty pieniędzy i rozpoczęła się regularna sprzedaż biletów na nowe koncerty). 1 grudnia 2023 został ogłoszony piąty występ w Meksyku. 5 lutego 2024 organizatorzy zapowiedzieli trzeci koncert w Miami, dodając, że będzie to ostatni ogłoszony występ, a trasa zamknie się w 80 wieczorach.
25 marca 2024, po spekulacjach w brazylijskich mediach, organizatorzy poinformowali, że 4 maja 2024 Madonna zagra w ramach trasy darmowy i niebiletowany koncert na plaży Copacabana w Rio de Janeiro, przed hotelem Copacabana Palace. Jego koszt, wynoszący niemal 60 milionów realów, ponieśli: władze miasta i stanu Rio de Janeiro (po 10 milionów), bank Itaú Unibanco i lokalny oddział przedsiębiorstwa piwowarskiego Heineken. W tygodniu koncertu brazylijska żandarmeria wojskowa zaangażowała do patroli 3200 funkcjonariuszy, 64 radiowozów i 2 drony, a w dniu imprezy odbyły się blokady drogowe w 18 częściach Copacabany i 18 punktach kontrolnych w okolicy. Występ transmitowały na żywo w Brazylii media należące do Grupo Globo: stacje telewizyjne TV Globo i Multishow oraz serwis strumieniowy Globoplay.

## Przygotowania
W październiku 2022 Madonna obejrzała w Nowym Jorku koncert Post Malone’a, którego dyrektorem kreatywnym był Lewis James. Kilka dni później zaprosiła go do współpracy nad własną trasą, a następnie zatrudniła jako dyrektora kreatywnego. James wyznał w wywiadzie: „Madonna jest ekstremalnie zaangażowana w cały proces. Jest bardzo przekonana o swoich pomysłach i wie, czego chce”. Rolę reżysera objął jej wieloletni współpracownik, Jamie King. Ricardo Gomes został zatrudniony jako dyrektor kreatywny do spraw rejestracji koncertów, którego rolą było oglądanie podczas każdego wieczoru nagrań i modyfikowanie ustawień kamer. Do przygotowania choreografii zostali zaangażowani Sidi Larbi Cherkaoui, Damien Jalet, Travis Payne, Matt Cady, Megan Lawson i pochodzące z Marsylii trio (La)Horde. Madonna skontaktowała się z (La)Horde w sprawie współpracy poprzez serwis Instagram. Członkowie kolektywu zdradzili w wywiadzie, że ich celem było stworzenie choreografii retrospektywnych, nawiązujących do starszych koncertów Madonny. Dodali: „Czasami musieliśmy odświeżyć starszą choreografię, a czasami musieliśmy być bardziej meta, porównując [Madonnę] dzisiejszą z tym, kim była w tamtym czasie”.
Niedługo po ogłoszeniu trasy Madonna zatrudniła do roli kierownika muzycznego swojego wieloletniego współpracownika, Stuarta Price’a. W wywiadzie dla BBC Price zdradził, że podczas koncertów znajdzie się około 45 jej piosenek, w tym 25 wykonywanych w całości i 20 w formie elementów wplecionych w inne. Wybór utworów nazwał sporym wyzwaniem, dodając: „Jak to wszystko ogarnąć w dwie godziny? To trudne. Ale wzięliśmy po trochu każdą wspaniałą chwilę, jaką miała”. W lutym 2023 Madonna zamieściła w serwisie Instagram wpisy z potencjalnymi piosenkami, które pojawią się na trasie, z pytaniem do obserwujących, co powinna wykonać. Na ostatecznej liście znalazły się utwory, których nie wykonywała od wielu lat, w tym „Justify My Love”, „Bad Girl”, „Rain” (ostatnio w 1993), „Bedtime Story” (ostatnio w 1995), „Nothing Really Matters” (ostatnio w 1999) i „Die Another Day” (ostatnio w 2004). Uwzględniony został także cover „I Will Survive” Glorii Gaynor. Za sprawą decyzji Madonny, w trasie nie wzięli udział instrumentaliści, a podkład muzyczny stanowiły przede wszystkim odtwarzanie oryginalne nagrania studyjne. Price wypowiedział się: „Pojawiło się koncepcyjne pytanie o to, jak stworzyć grupę wykonawców z oryginalnych nagrań. Odpowiedź brzmiała: zaprezentujemy nagrania: zdekonstruujemy je, zmanipulujemy, wymyślimy na nowo, poeksperymentujemy i wykorzystamy fragmenty, których wcześniej nie słyszano”. Wyjątek stanowiły pojedyncze partie instrumentalne, gdy na gitarze grała ona lub jej syn David, zaś na pianinie jej córka Mercy James.
Drag queen Bob the Drag Queen został zaangażowany na trasę w charakterze mistrza ceremonii i hypemana, pojawiającego się sporadycznie na scenie. Madonna zaprosiła go do wzięcia udziału w listopadzie 2022. Łącznie w trasę wyruszył ponad 200-osobowy personel, w tym 25 osób w departamencie kostiumów, 24 tancerzy i 3 fizjoterapeutów.

### Scena
Projekt sceny wykonała firma Stufish z Londynu, z którą Madonna współpracowała przy okazji poprzednich tras, począwszy od The MDNA Tour (2012). Pracujący w niej Ric Lipson wypowiedział się: „Chcieliśmy, żeby było inaczej niż na poprzednich trasach i pomyśleliśmy tym, jak widzowie doświadczają koncertów teraz – jest większe zanurzenie. Zmienił się również sposób, w jaki postrzegana jest Madonna, na przykład poprzez wideo i media społecznościowe. Pomyśleliśmy więc o stworzeniu spektaklu o tym, w którego centrum jest ona”. Dodał, że była to największa scena w całej jej karierze. Wymienił cztery główne motywy, wokół których powstała koncepcja koncertu: czas, Nowy Jork, fragmenty i historia Madonny. Scena została zaprojektowana jako abstrakcyjna mapa Nowego Jorku, której poszczególne elementy są połączone wybiegami, symbolizującymi ulice i części Manhattanu: Upper, Lower, Midtown, East i West. Główną część stanowiła „kinetyczna, obrotowa, trójwarstwowa, okrągła scena centralna”, nawiązująca do okrągłego tortu z występu Madonny na gali MTV Video Music Awards w 1984, a zarazem do kształtu zegara, co symbolizowało upływ czasu.
Projekt objął elementy scenografii, pojawiające się podczas wybranych piosenek. Jednym z nich był oświetlony, podnoszony portal, w którym Madonna stawała, by latać nad widownią podczas piosenek „Live to Tell” i „Ray of Light”. Unosił się na 9 metrów i poruszał z prędkością 4,5 metrów na sekundę. Lipson zdradził, że miał on symbolizować wehikuł czasu. Na potrzeby piosenki „Bedtime Story” fragment sceny unosił się na wysokość 5 metrów, tworząc sześcian z projektorami wideo. Wyświetlane były na nich wizualizacje autorstwa brazylijskiego twórcy gier wideo Gabriela Massana, przedstawiające Madonnę jako awatar (wymodelowany na podstawie zarejestrowanych ruchów artystki). Podczas „Nothing Really Matters” została wykorzystana okrągła instalacja oświetleniowa, zwisająca z sufitu nad sceną. W trakcie „Holiday” i „Hung Up” z sufitu zwisała kula dyskotekowa, zaś na potrzeby „Like a Prayer” z okrągłej sceny wyrastała karuzela z krzyżami po bokach. Część scenografii stanowiło nawiązanie do dawnych tras koncertowych Madonny, w tym łóżko (do Blond Ambition World Tour z 1990), pierścienie ognia (do Confessions Tour z 2006) i ringi bokserskie (do Sticky & Sweet Tour z 2008–2009).
Łącznie scena miała rozmiar 4400 stóp kwadratowych (409 metrów kwadratowych). Wybiegi łączące jej poszczególne fragmenty miały łączną długość 230 stóp (70 metrów), pozwalając wykonawcom przemieszczać się wewnątrz hal na długość 105 stóp (32 metrów). Zainstalowane zostało 14 reflektorów i ponad 600 elementów oświetlenia, emitujących ponad 9800 sygnałów świetlnych. Cały sprzęt ważył 80 ton, a do zasilenia wykorzystywane było 3700 amperów natężenia.

### Kostiumy i stylizacje
Kostiumy na trasę zaprojektowali Guram Gvasalia z domu modu Vetements, Eyob Yohannes, Rita Melssen, Donatella Versace, Jean-Paul Gaultier i Dilara Fındıkoğlu. Yohannes zdradził w wywiadzie dla „Vogue”, że ich celem było nawiązanie do najsłynniejszych kostiumów z kariery Madonny, dodając: „Moda zawsze była częścią jej opowieści, dlatego stylistycznie czerpaliśmy z jej przeszłości i zachowaliśmy te motywy w kostiumach”. Ze względu na częste zmiany garderoby, w kostiumach zostały zainstalowane zamki, umożliwiające ich szybkie ściąganie, ponadto część kostiumów była nakładana na inne, a następnie ściągana. Yohannes wypowiedział się, że Madonna „jest zaangażowana w każdy etap projektowania kostiumów. Przygląda się wszystkim tkaninom, szkicom i guzikom. Zależy jej na tym, kim są bohaterowie i jakie historie opowiadają poprzez ubrania”.
Madonna wykonywała pierwszą piosenkę, „Nothing Really Matters”, w zwiewnym czarnym kimono projektu Yohannesa, z przymocowanym do głowy okrągłym elementem w stylu aueroli, zaprojektowanym przez House of Malakai. W pierwszym akcie, nawiązującym stylistycznie do Nowego Jorku lat 80., występowała w punkowym fraku projektu Fındıkoğlu, do którego zostały przyszyte przypinki i elementy charakterystyczne dla epoki. Inspirację stanowił frak, który miała na sobie podczas występu w Japonii w latach 80. „Live to Tell” i „Like a Prayer” wykonywała w czarnym body z przezroczystą koronką autorstwa Gvasalii oraz w dżinsowej minispódniczce z łańcuchami i zawieszkami z krzyżami autorstwa domu mody House of Emmanuelle. Stylizację uzupełnił naszyjnik autorstwa Vetements w kształcie opadających łez, z kryształami firmy Swarovski. Drugi akt rozpoczynała ubrana w szlafrok bokserski. Następnie go ściągała i kontynuowała występ w czerwonej, jedwabnej sukience typu slip z czarnymi, koronkowymi elementami oraz w sznurowanych, czarnych butach na obcasie do kolan. „Vogue” wykonywała w czarnej minisukience z kryształami, ze stożkami na piersiach. Zaprojektował ją Gaultier, nawiązując do swojego projektu stożkowego stanika, w którym Madonna występowała podczas trasy koncertowej Blond Ambition World Tour (1990). Tylko na potrzeby koncertu w Rio de Janeiro Gaultier przygotował alternatywną wersję sukienki, w kolorach nawiązujących do flagi Brazylii.
W akcie trzecim Madonna występowała w skórzanym gorsecie, koszuli z ćwiekami, butach kowbojskich ze stalowymi noskami marki Miu Miu oraz skórzanym kapeluszu kowbojskim, zaprojektowanym przez Ruslana Baginskiego. Inspirację dla czwartego aktu stanowiła koncepcja metawersum. Madonna występowała w srebrnym kombinezonie z folii Moliar autorstwa Versace. Yohannes wypowiedział się: „Versace stworzyła coś, czego Madonna nigdy wcześniej nie nosiła – kombinezon, z wzorem potłuczonego szkła. W świetle wygląda jak zbroja”. Podczas finałowego występu z „Bitch I’m Madonna” i „Celebration” była ubrana w niebieski strój z trykotu, siateczkowe rajstopy i biały, koronkowy welon. Stylizację uzupełniał naszyjnik w kształcie gotyckiego krzyża, zaprojektowany na potrzeby trasy przez Martę Oriani z firmy Almarow, nazwany przez nią Vogue Cross (w nawiązaniu piosenki „Vogue”).
Podczas finałowego występu tancerze byli ubrani w stroje odtwarzające te, które Madonna nosiła w swojej karierze. Łącznie zostało przygotowane 17 kostiumów, częściowo na podstawie oryginalnych wersji będących w posiadaniu artystki, z wiernym odwzorowaniem tkanin i haftu. Na potrzeby występu z piosenką „Erotica” zostało przygotowane dla Madonny i tancerzy 40 par rękawic bokserskich. Za fryzury odpowiadał Andy Lecompte. Zaprojektował na potrzeby trasy dwie peruki w kolorze blond: jedną w stylu bob z lokami po bokach, nawiązującą do Marilyn Monroe i wyglądu Madonny w filmie Dick Tracy (1990), oraz długą i prostą z elementami koloru różowego. Versace zaprojektowała także wzorzysty kombinezon z sięgającymi do kolan butami, który nosiła córka artystki, Estere, podczas występu z „Vogue”.

## Streszczenie koncertu

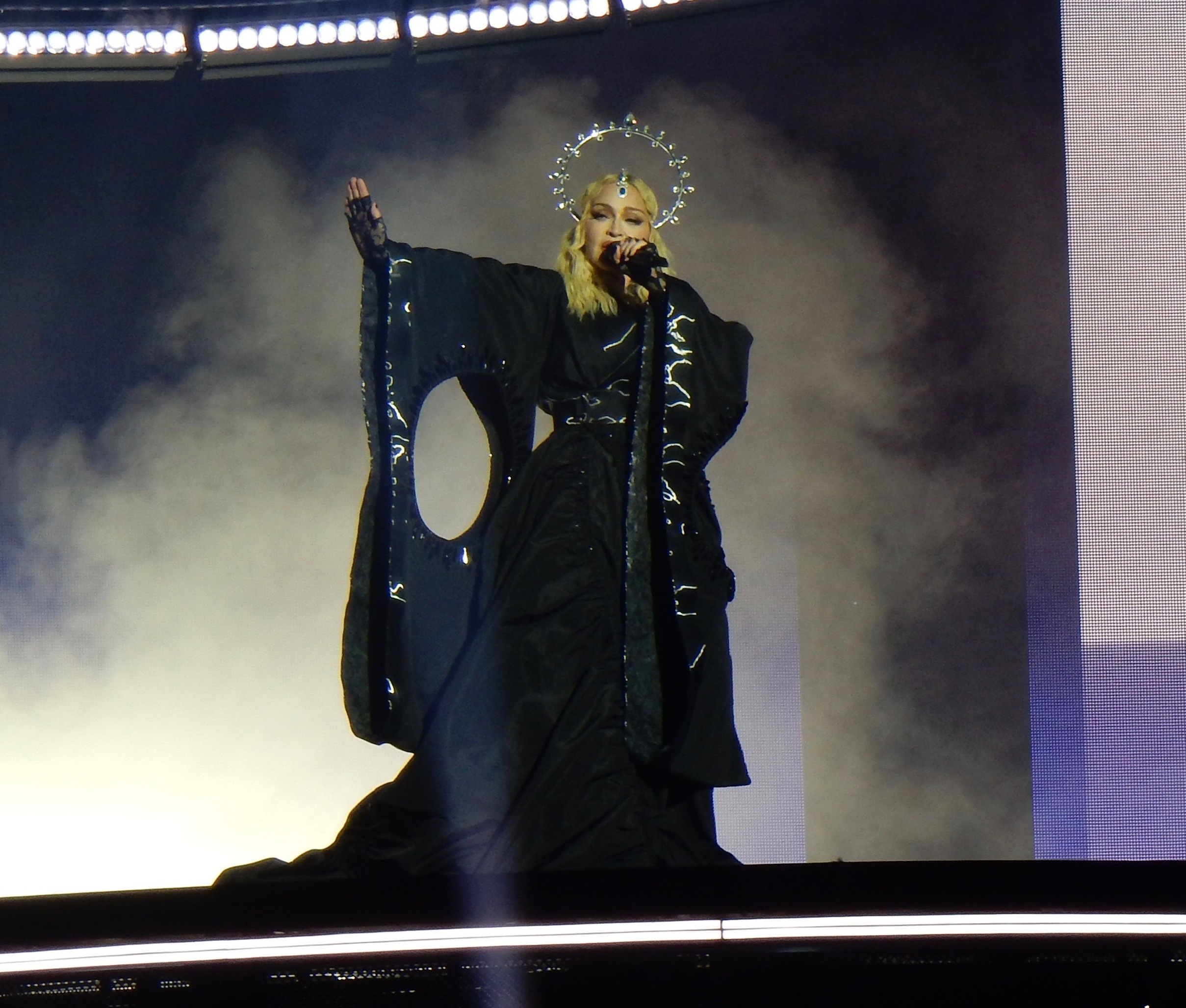
Madonna podczas rozpoczynającego koncert występu z „Nothing Really Matters” w Antwerpii

Koncert rozpoczyna Bob the Drag Queen, przebrany w suknię inspirowaną Marią Antoniną, podobną do tej, którą miała na sobie Madonna podczas występu na ceremonii MTV Video Music Awards 1990. Opowiada o początkach jej kariery w Nowym Jorku. Po przemowie Madonna pojawia się na obrotowej scenie, oświetlanej przez okrągłą instalację oświetleniową, i śpiewa „Nothing Really Matters” w czarnym kimono. Po ściągnięciu kimona wykonuje w towarzystwie tancerzy „Everybody” i „Into the Groove”, a wizualizacje na ekranie w tle przypominają krajobrazy Nowego Jorku. Następnie ma przemowę, podczas której dołącza do niej tancerka przebrana za jej młodszą wersję. Wykonuje „Burning Up” w punk rockowej aranżacji, grając na na gitarze elektrycznej, a wizualizacje pokazują klub CBGB. Kolejna piosenka to „Open Your Heart”, podczas której Madonna tańczy w towarzystwie tancerza na krzesłach, odwzorowując teledysk do piosenki. Główna scena zmienia się w klub Paradise Garage, a Bob the Drag Queen wciela się w bramkarza, który nie chce wpuścić Madonny do środka. Gdy udaje jej się dostać, wykonuje „Holiday” z elementami „I Want Your Love” zespołu Chic. Pod koniec piosenki tancerze upadają na scenę, a Madonna okrywa ostatniego z nich prochowcem. Po interludium z odtworzoną piosenką „In This Life” wznosi się ponad widownię w portalu, by wykonać „Live to Tell”, a na ekranach wyświetlone są zdjęcia i nazwiska ofiar epidemii AIDS, w tym Keitha Haringa, Alvina Aileya i Freddiego Mercury’ego. Po powrocie na scenę Madonna idzie wybiegiem do dźwięków chorału gregoriańskiego, zmiksowanymi z remiksem „Like a Prayer”. Następnie wykonuje „Like a Prayer”, z samplami z „Unholy” Sama Smitha i Kim Petras, na obrotowej scenie w formie karuzeli z krzyżami po bokach, przypominającej kaplicę. Gdy piosenka dobiega końca, na scenie pojawia się jej syn, David Banda, wystylizowany na Prince’a, by wykonać solowe partie gitarowe Prince’a z piosenek „Act of Contrition” i „Let’s Go Crazy”.
Po interludium z piosenką „Living for Love” rozpoczyna się drugi akt. Fragmenty sceny zmieniają się w ringi bokserskie, w których tancerze wcielają się w bokserów, a Madonna, ubrana w bokserski szlafrok, wykonuje „Erotica”. Po zakończeniu piosenki na scenie pojawia się łóżko z tancerką wystylizowaną na Madonnę z trasy Blond Ambition World Tour (1990). Wspólnie wykonują układ choreograficzny do fragmentu „Papa Don’t Preach”, nawiązujący do układu z Blond Ambition World Tour. Następnie Madonna wykonuje „Justify My Love”, prezentując z tancerzami scenę przypominającą orgię, a także fragment „Fever”. Występ przerywa scena fikcyjnej rozmowy telefonicznej z Tokischą, która pojawia się na ekranie. W towarzystwie tancerek topless Madonna wykonuje „Hung Up on Tokischa”, który przechodzi płynnie w „Hung Up”. Następnie śpiewa „Bad Girl” w towarzystwie córki, Mercy James, grającej na pianinie. Po zakończeniu piosenki scena zmienia się w salę balową. Madonna śpiewa „Vogue”, a pod koniec piosenki siada wraz z gościem specjalnym na krzesłach, by oceniać występy tancerzy. Następnie odbywa się scena fikcyjnego aresztowania artystki przez policję, podczas której śpiewa „Human Nature”. Na zakończenie aktu drugiego wykonuje „Crazy for You”, w trakcie którego przytula tancerkę, którą Chris Rutherford z portalu PopMatters zinterpretował jako jej młodszą wersję.

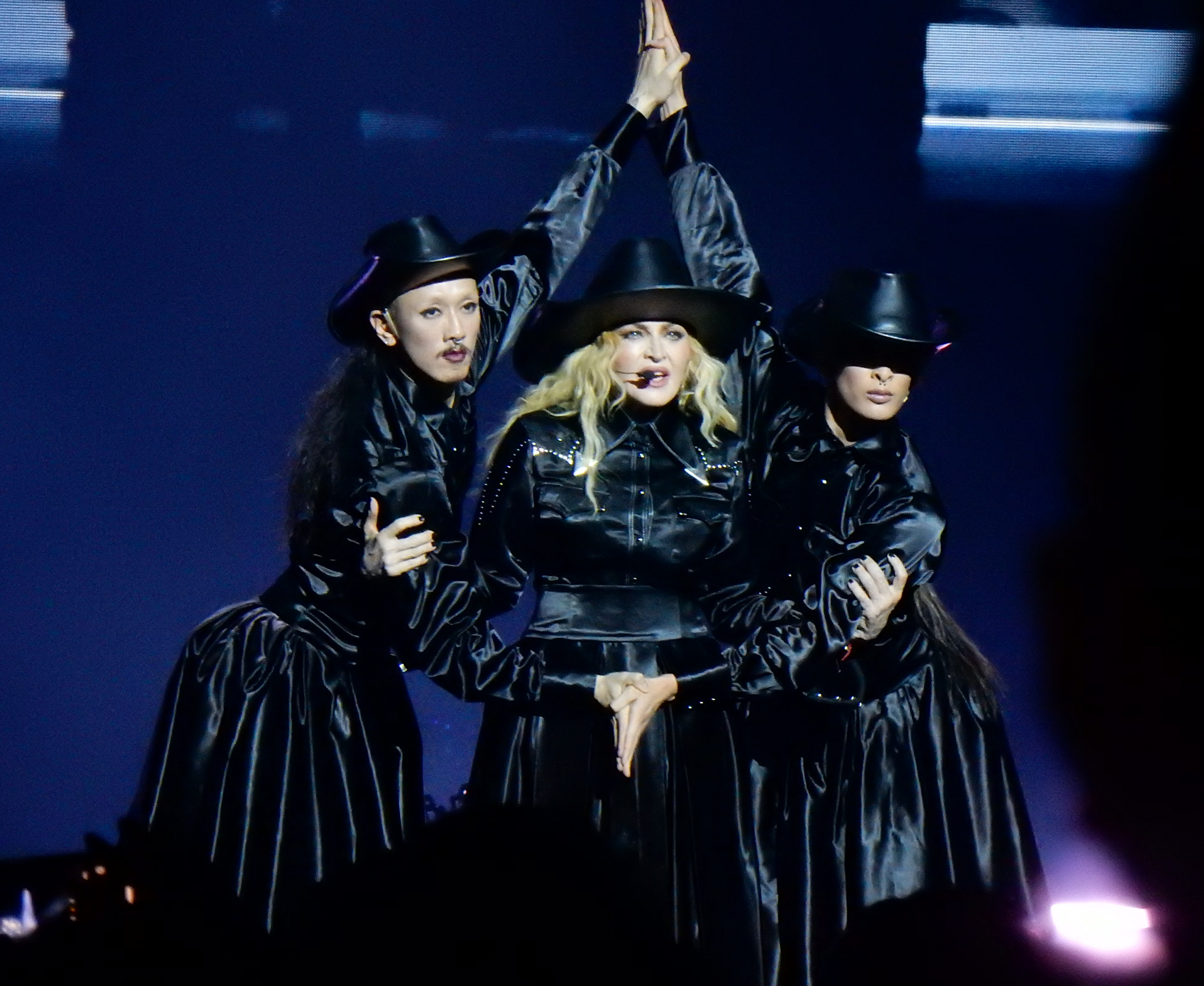
Madonna podczas występu z „Die Another Day” w Londynie

Podczas interludium z piosenką „The Beast Within” na scenie buchają płomienie, pośród których występują walczący ze sobą tancerze w arabskich strojach. Na koniec zostają wyświetlone słowa Georgija Gurdżijewa: „Aby się narodzić, musimy najpierw umrzeć, a aby umrzeć, musimy najpierw się obudzić”. Madonna rozpoczyna akt trzeci od piosenki „Die Another Day”, podczas której w obiekcie wyświetlone są mistyczne kształty. Następnie śpiewa „Don’t Tell Me”, odtwarzając choreografię z teledysku, między innymi z udziałem córki Stelli, i odgrywając scenę strzelaniny z Bobem the Drag Queen. W duecie z grającym na gitarze Davidem wykonuje „Mother and Father”, a na ekranach pokazane są zdjęcia jej matki i biologicznej matki Davida. Po przemowie śpiewa cover „I Will Survive” Glorii Gaynor, grając na gitarze akustycznej (podczas wybranych koncertów zastąpiła go piosenką „Express Yourself”). Następnie wykonuje „La Isla Bonita” i „Don’t Cry for Me Argentina”, a na scenie dołącza do niej tancerka w mundurze army combat uniform, z którą okrywa się tęczową flagą. Na ekranie pojawia się zdjęcie Sinéad O’Connor, a pod koniec Madonna krzyczy kilkukrotnie „no fear” („bez strachu”).
Podczas interludium z utworem „I Don’t Search I Find” odtworzone są wypowiedzi Madonny i innych osób na jej temat. Akt czwarty rozpoczyna się od piosenki „Bedtime Story”, którą artystka wykonuje, leżąc na sześcianie, utworzonym poprzez podniesienie fragmentu sceny. Po jego bokach wyświetlone są wizualizacje, w których Madonna jest awatarem przemierzającym krajobrazy. Następnie ponownie unosi się nad widownią w portalu, wykonując „Ray of Light” w wersji Sasha Ultra Violet Mix, a obiekt oświetlają lasery. Po powrocie na scenę zakłada czarną pelerynę i śpiewa „Rain” w objęciach tancerza, którego Rutherford zinterpretował jako personifikację śmierci (podczas wybranych koncertów „Rain” został zastąpiony przez „Frozen” lub „Take a Bow”). Rozpoczyna się ostatnie interludium, w trakcie którego dwójka tancerzy oddaje hołd Madonnie i Michaelowi Jacksonowi, a podkładem muzycznym jest mashup ich utworów „Like a Virgin” i „Billie Jean”. W ostatnim akcie Madonna wykonuje „Bitch I’m Madonna” i „Celebration” z refrenem „Music”, a tancerze są wystylizowani na jej różne wcielenia z przeszłości.

## Sprzedaż biletów i frekwencja

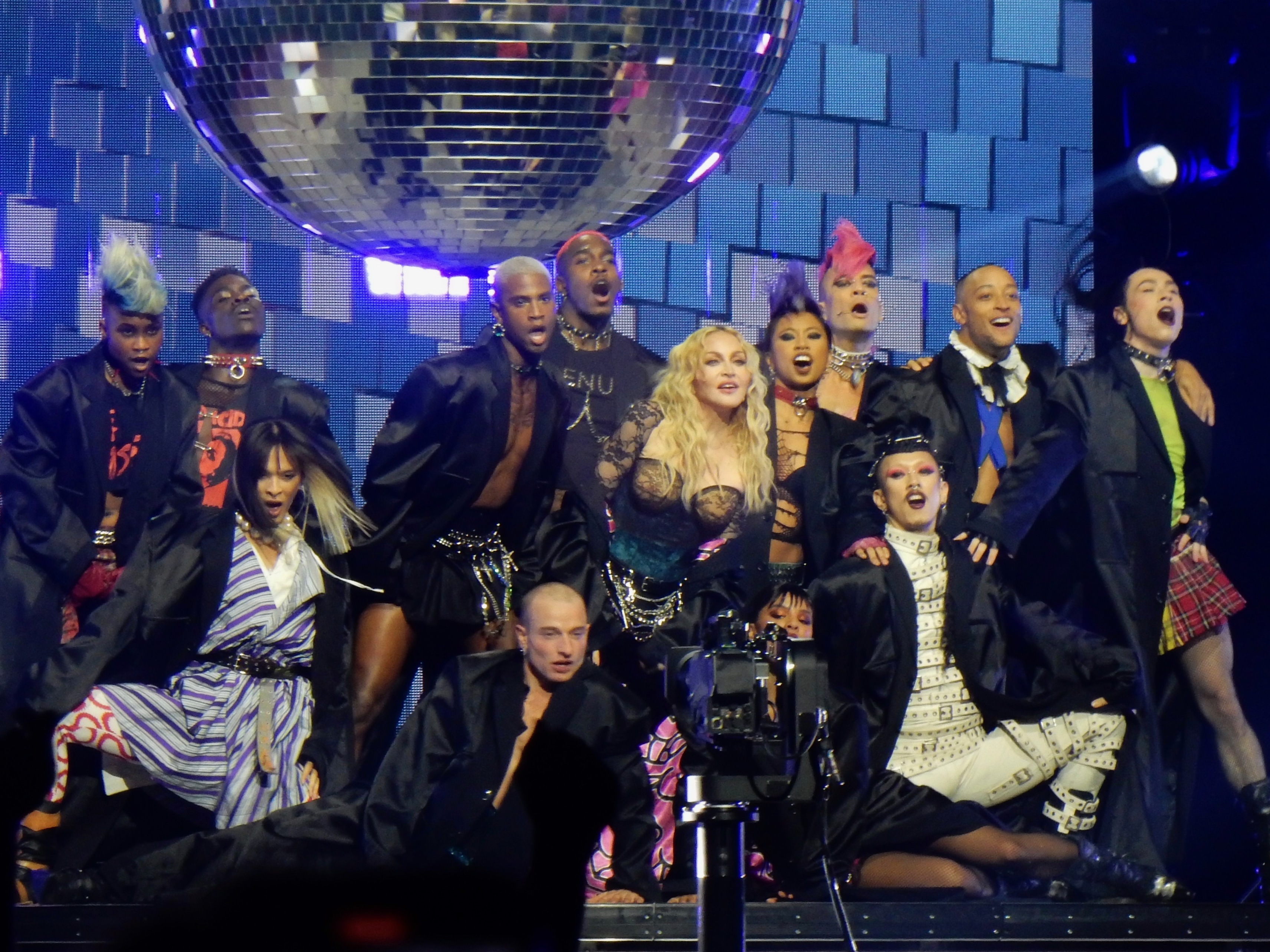
Madonna z tancerzami podczas występu z „Holiday” w Londynie

20 stycznia 2023 magazyn „Billboard” doniósł, że na 51 dotychczas ogłoszonych koncertów sprzedane zostało już 600 tysięcy biletów, czyli 98% dostępnych, przy czym 35 występów było w pełni wyprzedanych. Koncerty w Paryżu zostały wyprzedane w 7 minut, koncert w Amsterdamie w 10 minut, trzy koncerty w Nowym Jorku w 15 minut, a dwa w Londynie w 20 minut. Do internetowej kolejki po bilety do Londynu ustawiło się 200 tysięcy osób, a cztery pierwsze zaplanowane tam koncerty zostały niemal natychmiast wyprzedane. W Hiszpanii strona prowadząca sprzedaż, Ticketmaster, przestała działać ze względu na zbyt wysokie obłożenie. Również występy w Meksyku wyprzedały się w kilka minut. W październiku 2023 redaktorzy „The New York Times” określili trasę jako „jedno z najważniejszych biletowanych wydarzeń roku”, dodając jednak, że wiele miejsc na koncerty w Stanach Zjednoczonych nadal nie zostało sprzedane.
W grudniu 2023 „Billboard” poinformował, że europejska część trasy przyniosła 77,5 miliona dolarów dochodu z 429 tysięcy sprzedanych biletów. 27 koncertów przyniosło średnio 2,9 miliona dolarów z 15,9 tysięcy biletów o średniej cenie 180,53 dolarów. W porównaniu z poprzednią halową trasą Madonny, Rebel Heart Tour (2015–2016), odnotowany został wzrost o 70% w zakresie dochodu i o 9% w zakresie frekwencji. W Wielkiej Brytanii The Celebration Tour uplasowała się w pierwszej dziesiątce najlepiej sprzedających się tras roku, w tym na drugim miejscu pośród tych zagranych przez kobiety, ustępując tylko Renaissance World Tour Beyoncé. Ponadto dochód w Londynie (22,2 miliony dolarów) był trzecim najwyższym, jaki odnotowano w O2 Arenie od czasu zakończenia pandemii COVID-19. „Billboard” poinformował, że etap w Stanach Zjednoczonych i Kanadzie przyniósł 133,1 miliona dolarów z 616 tysięcy sprzedanych biletów, zaś koncerty w Meksyku – 14,8 miliona dolarów z 82,4 tysiąca biletów. Poświęcony branży koncertowej magazyn „Pollstar” podał, że koncerty w samym 2024 zarobiły 178 816 424 miliony dolarów, co było najwyższym wynikiem spośród wszystkich tras na świecie w pierwszej połowie roku i dziesiątym najwyższym w skali całego roku.
Według danych „Billboardu”, 80 koncertów z trasy (nie licząc tego w Rio de Janeiro) zarobiło 225,4 miliona dolarów z 1,1 miliona sprzedanych biletów. Średnia widownia na koncert wyniosła 14 274 osób, co stanowiło wzrost o 12% w porównaniu z Rebel Heart Tour. The Celebration Tour stała się trzecią najbardziej dochodową trasą w karierze Madonny (ustępując Sticky & Sweet Tour z 2008–2009 i The MDNA Tour z 2012). Ona zaś stała się piątym wykonawcą w historii (w tym pierwszą kobietą), którego sześć różnych tras zarobiło co najmniej 100 milionów dolarów. Nieco inne wyniki podał „Pollstar”, który obliczył, że trasa zarobiła 227 247 141 dolarów z 1 128 657 biletów.
Według szacunków mediów i agencji turystycznej Rio de Janeiro, w darmowym koncercie na plaży Copacabana wzięło udział 1,6 miliona osób. Był to najwyższy odnotowany w historii wynik spośród koncertów samodzielnych, to znaczy nie zorganizowanych w ramach festiwali muzycznych lub większych imprez. Rekord pobiła rok później Lady Gaga występem w tym samym miejscu, w którym wzięło udział 2,5 miliona osób.

## Odbiór krytyków

### Europa

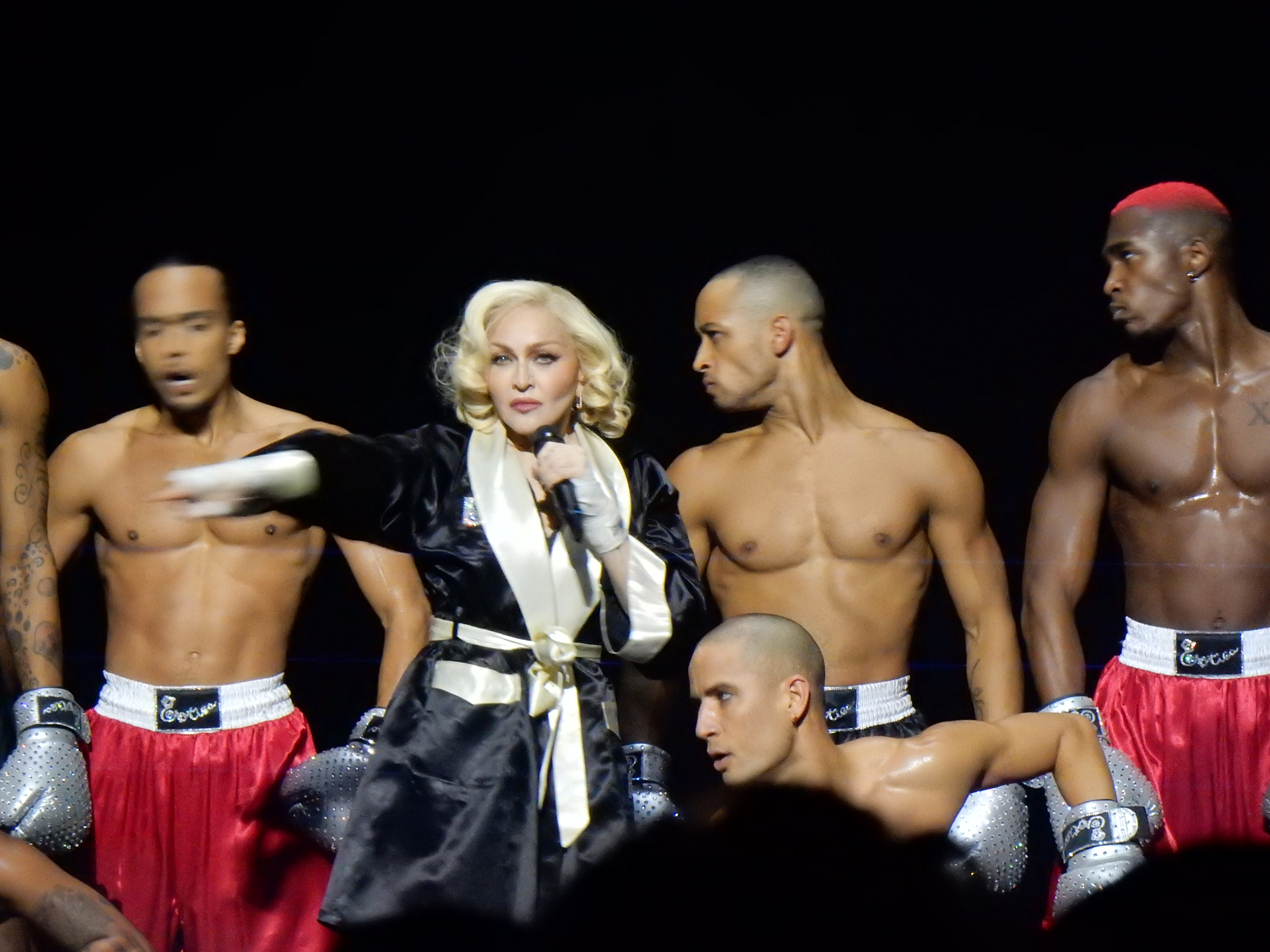
Madonna z tancerzami podczas występu z „Erotica” w Londynie

Po koncercie w Londynie rozpoczynającym trasę Mark Savage z BBC skomplementował wygląd, wokal i ruchy Madonny, dodając, że „przechodziła od jednego skomplikowanego elementu scenicznego do następnego z przekonaniem i siłą”. Pozytywną recenzję napisał też Mark Sutherland z „Variety”, komentując: „Madonna wciąż nie wie, jak przestać, ale nauczyła się wracać”. Joe Lynch z „Billboardu” napisał: „To nie była zwykła impreza – to było pełne entuzjazmu zwycięstwo dla kobiety, która przyjechała do Nowego Jorku z 35 dolarami i stała się największą gwiazdą popu, jaką świat kiedykolwiek widział”. Nick Levine z NME wystawił koncertowi pięć gwiazdek na pięć, chwaląc jego „bogatą autobiograficzną narrację” oraz „spektakularne sceny nawiązujące do kultowych momentów z panowania Madonny”. Zwieńczył recenzję słowami: „Całość stanowi ekscytujące przypomnienie, że Madonna nie jest tylko gwiazdą popu, ale także siłą kulturową, która naprawdę zmieniła świat, sprzeciwiając się oczekiwaniom społeczeństwa wobec kobiet w sferze publicznej”. Nick Reilly z brytyjskiego oddziału magazynu „Rolling Stone” wystawił koncertowi cztery gwiazdki na pięć, opisując go jako „dwie godziny przesadzonej, rozpieszczającej zabawy, która nie chce tańczyć w rytm czyjegokolwiek bębna”. Thomas H. Green z The Arts Desk wystawił trzy gwiazdy na pięć, opisując koncert jako „spektakularny, ambitny i czasami zaskakujący” oraz „widowisko najwyższej skali”.
Kitty Empire z „The Guardian” wystawiła cztery gwiazdki na pięć i oceniła: „Bez zespołu, z grupą tancerzy i jednym bardzo uważnym awatarem, Madonna serwuje cztery dekady największych hitów w multimedialnym widowisku, którego nastrój waha się od gorącego do ponurego”. Laura Snapes, również z „The Guardian”, napisała: „Mimo że trasa skupia się na omylności Madonny, nie sposób było nie zauważyć faktu, że prawdziwa Madonna była tam, na scenie, przewijając się przez niedawną historię, która bardziej przypominała mitologię”. Liam Hess z „Vogue” ocenił: „Podczas gdy niektóre z tras koncertowych Madonny w przeszłości były nieco mechaniczne w swojej precyzji na poziomie wojskowym i akrobatycznej choreografii, tutaj wydaje się tak podekscytowana powrotem na scenę, że jej obecność jest jakoś cieplejsza”. Shaad D’Souza z portalu Pitchfork opisał koncert jako „prawdziwa wycieczka przez historię jej muzyki, która nie przywodzi na myśl wystawy muzealnej”, dodając, że wokal Madonny nie brzmiał tak dobrze od czasu albumu Ray of Light (1998). Skomentował: „Koncerty Madonny słyną z drobiazgowości i koncepcyjnego charakteru, ale ta mieszanka dawnych stylów i estetyki sprawiła, że Celebration wydało się niezwykle chaotyczne. Ta prowizoryczna jakość była jednocześnie jego największą siłą”.
Kirsten Sokol z belgisjkiej telewizji VRT opisała koncert w Antwerpii jako „olśniewający (głównie wizualnie) spektakl”. Luis Hidalgo z „El País” ocenił występ w Barcelonie jako „jeden z najbardziej kompletnych i olśniewających w wykonaniu artystki, która często dawała koncerty zachwycające elegancją, oryginalnością i śmiałością”. Bartosz Sąder z portalu Onet.pl określił koncert w Barcelonie jako „spektakularne widowisko, w którym gwiazda po raz kolejny udowadnia, że nie ma sobie równych i nadal potrafi rządzić sceną”. Redaktorzy France 24 ocenili, że w Paryżu Madonna „całkowicie oczarowała 20 tysięcy fanów (…) dwuipółgodzinnym show, który był pełną emocji podróżą przez niektóre z jej największych hitów. Pojawiła się na scenie, wyglądając najlepiej od lat i brzmiąc równie dobrze”. Część recenzentów krytykowała jednak pominięcie wybranych przebojów i poświęcenie nadmiernego czasu inteludiom, zwłaszcza „The Beast Within”. Zwracali też uwagę na utratę narracyjności w drugiej połowie koncertu.

### Ameryka

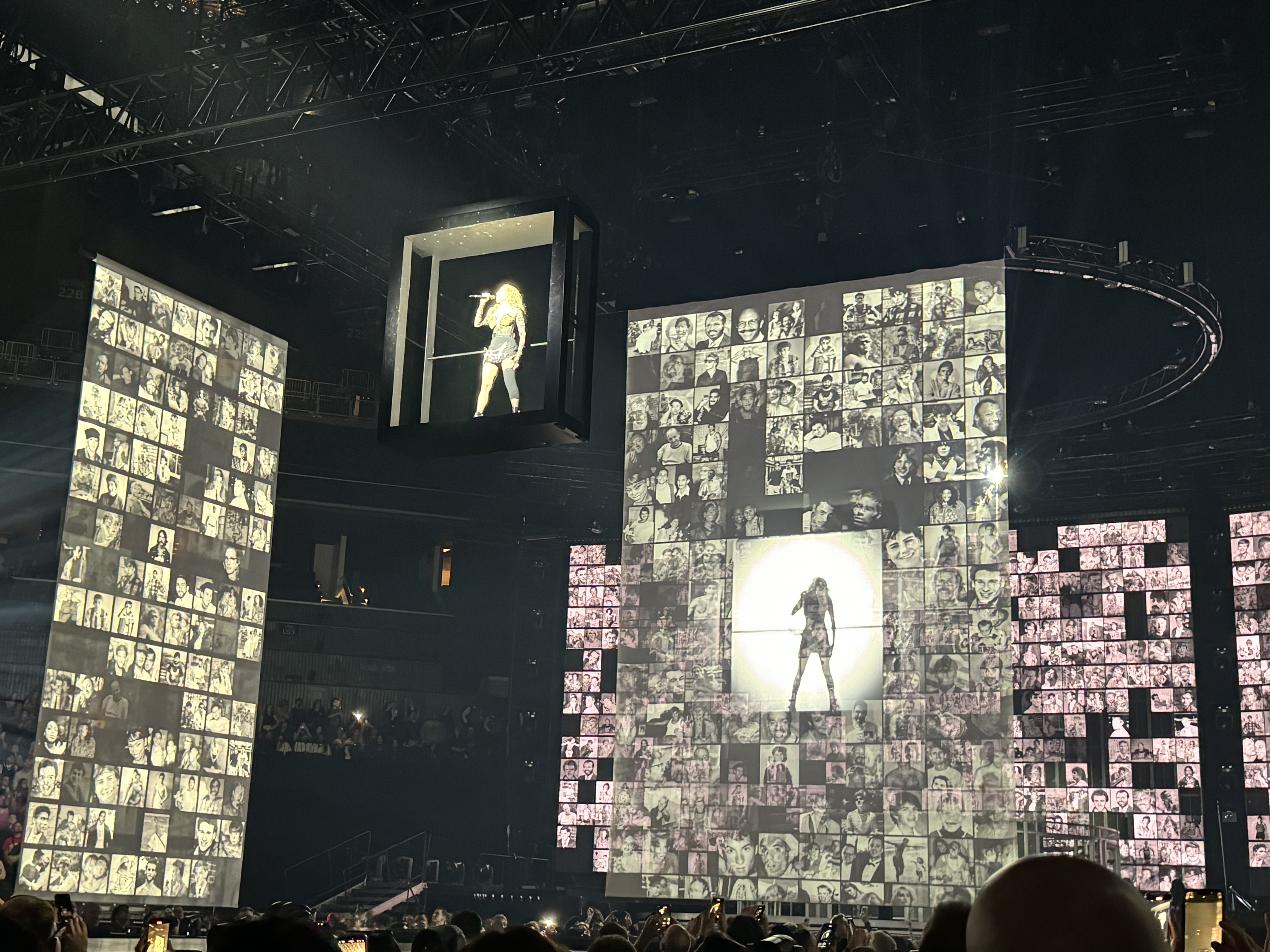
Madonna podczas występu z „Live to Tell” w Nowym Jorku, z wyświetlonymi w tle zdjęciami ofiar AIDS

Po koncercie w Nowym Jorku Melissa Ruggieri z „USA Today” opisała trasę jako „skuteczne upamiętnienie kobiety, która osiągnęła wszystko, co możliwe, a mimo to wciąż ma waleczną determinację”. Caryn Ganz z „The New York Times” napisała: „Madonna, od dawna znana jako perfekcjonistka, przez cały wieczór wydawała się bardziej wyluzowana i rozmowna”, jednak skrytykowała brak zespołu na żywo, co jej zdaniem pozbawiło koncert elementu teatalności i obciążyło wokal artystki. Kory Grow z „Rolling Stone” napisał: „Nagłość finałowej piosenki była kolejnym przypomnieniem, by doceniać Madonnę i fakt, że odbywa taką trasę, póki jeszcze można. Jej głos jest wciąż tak samo mocny jak dotychczas, ale nie będzie mogła wiecznie dzielić sceny z dziesiątkami tancerzy, więc teraz jest idealny moment na jej świętowanie”. Ricardo Gomez z „Variety” napisał, że warto było czekać na opóźniony koncert, jednak dodał: „Show nie zawsze trafia w dziesiątkę. Przez całą noc zmienia się zbyt wiele kostiumów, by je zliczyć, ale Madonna najlepiej sprawdza się, gdy stawia muzykę na pierwszym planie, skupiając się na swoim wokalu, zamiast próbować przebić konkurencję”. Chris Richards z „The Washington Post” napisał po koncercie w Waszyngtonie: „Trudno zaszokować świat w dobie cyfrowej, ale Madonna w trasie koncertowej wciąż znajduje nowe sposoby, aby jej muzyka była niezapomniana”. André Hereford z „Metro Weekly” wystawił występowi w Waszyngtonie pięć gwiazdek na pięć, opisując go jako „pełen energii i serdeczny” oraz „wykonany z prostą techniczną sprawnością, przy zachowaniu stonowanej inscenizacji i efektów, aby skupić się na Madonnie, jej historii i jej kameleonowej obsadzie giętkich, wszechstronnych tancerzy”.
Kristi Palma z portalu Boston.com opisała koncert w Bostonie jako „pełen energii, wypełniony po brzegi, ponad dwugodzinny występ, który niósł fanów (…) do wczesnych godzin porannych na fali mile widzianej nostalgii”. Craig C. Semon z gazety „Telegram & Gazette” napisał po występie w Bostonie: „To czysta, bezwstydna Madonna, celebrująca swoją chwalebną przeszłość, a jednocześnie trzymająca w garści przyszłość. To nie tylko połączenie list przebojów i podróży w przeszłość, ale także teatralne widowisko o życiu ikony popu”. Jane Stevenson z „Toronto Sun” wystawiła koncertowi w Toronto trzy i pół gwiazdki na cztery, pisząc, że Madonna „nadal wie, jak zorganizować dużą produkcję koncertową”. Brad Wheeler z „The Globe and Mail” pochwalił po koncercie w Toronto przerobienie repertuaru, by zaprezentować go w zmienionej formie, zamiast polegania tylko na nostalgii. Bruno LaPointe z „Le Journal de Montréal” ocenił po występie w Montrealu: „Korona Madonny jako królowej popu nie straciła nic ze swojego blasku. Udowodniła to porywającym, dopracowanym i, szczerze mówiąc, spektakularnym koncertem”. Bob Gendron z „Chicago Tribune” napisał po koncercie w Chicago: „Pomysł wokalistki na refleksję nad własną historią wykraczał daleko poza standardowy program z największymi przebojami. Ambitny, seksowny, inkluzywny, pełen energii, pełen energii, buntowniczy, a czasem chaotyczny, niezręczny i przesadnie napakowany, 135-minutowy spektakl odzwierciedlał cechy, które definiują karierę Madonny”.
Chris Rutherford z serwisu PopMatters zrecenzował jeden z koncertów: „Ta gęsta, zmysłowa uczta oddaje Madonnę lepiej niż jakikolwiek film. W roku, który Taylor Swift i Beyoncé zdominowały swoimi trasami koncertowymi, udowadnia, dlaczego jest wzorem dla wszystkich artystek pop, które pojawiły się po niej”. Anthony D’Alessandro z portalu Deadline Hollywood napisał po występie w Inglewood: „Wyrafinowaną sztukę i ekspresję, które Madonny wnosi na scenę podczas Celebration Tour, można opisać słowem z jej słownika: ambitna”. Mikael Wood z „Los Angeles Times” wystawił koncertowi w Inglewood negatywną recenzję, w której napisał: „Jak na trasę koncertową zwaną Celebration [Celebracja], ten występ był dziwnie ubogi w radość; raz po raz [Madonna] zwracała uwagę publiczności na upokorzenia, a nie na zwycięstwa związane z jej wspinaczką”. Ponadto skrytykował wybrane aranżacje i brak niektórych przebojów, w miejsce których pojawiły się „zapomniane” piosenki. Azul del Olmo z gazety „Excélsior” opisał koncert w Meksyku jako świadectwo „dziedzictwa, które wykracza poza muzykę i dotyka kwestii religii, seksualności, preferencji i ciała – a wszystko to tylko ona potrafi połączyć w całkowicie inkluzywną uroczystość, w której nikt nie odstaje”. Sabrina Legramandi z gazety „O Estado de S. Paulo” opisała koncert w Rio de Janeiro jako „broadwayowski megaspektakl”.

## Wyróżnienia

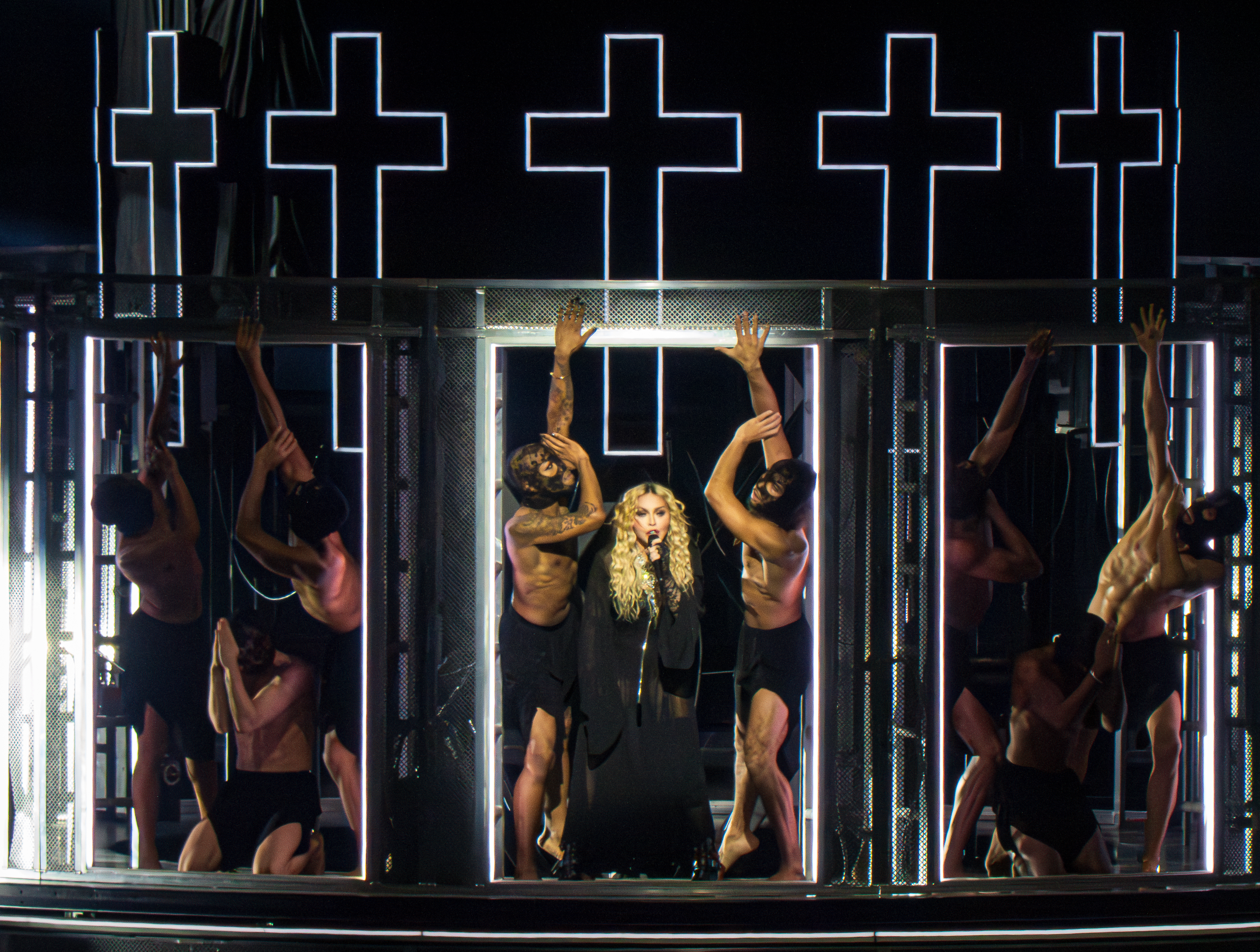
Madonna z tancerzami podczas występu z „Like a Prayer” w Paryżu

W 2024 amerykańskie radio iHeartRadio nominowało Madonnę do nagrody iHeartRadio Music Award w kategorii najlepszy styl na trasie, zaś francuskie radio RMF do PureChart Award w kategorii trasa roku.

## Kontrowersje
W styczniu 2024 dwóch widzów koncertu w Nowym Jorku pozwało Madonnę, Live Nation Entertainment i halę Barclays Center za rozpoczęcie koncertu z dwugodzinnym opóźnieniem. Oskarżyli ich „nieuczciwe, nieuczciwe i/lub oszukańcze praktyki handlowe”, naruszenie umowy i fałszywą reklamę. Sprawa wyruszyła poruszenie w mediach, a poparcie dla pozwu wyraziły między innymi prowadzące talk-show The View. W odpowiedzi Live Nation Entertainment poinformował, że opóźnienie wynikało z problemów technicznych, wynikłych podczas prób do występu. Prawnicy Madonny poprosili sąd o odrzucenie pozwu, dodając, że artystka rzadko rozpoczyna koncerty o planowanej godzinie, o czym powody powinni wiedzieć. W czerwcu 2024 powody wycofali pozew bez zawarcia ugody.
W kwietniu 2024 trójka widzów pozwała Madonnę i Live Nation Entertainment za dwugodzinne opóźnienie koncertu w Waszyngtonie, nazywając to „totalnym brakiem szacunku dla fanów”. W grudniu 2024 wycofali pozew.
Podczas koncertu w Vancouver Madonna zapytała kobietę na widowni, dlaczego nie stoi. Zorientowawszy się, że siedzi ona na wózku inwalidzkim, powiedziała: „A, okej. To było niepoprawne politycznie, przepraszam. Cieszę się. że tu jesteś”. Nagranie tych wypowiedzi wywołało poruszenie i krytykę w mediach. Po wybuchu skandalu wskazana kobieta wyznała w wywiadzie, że nie poczuła się urażona zachowaniem artystki, interpretując je jako pomyłkę.

## Wpływ na gospodarkę i dziedzictwo

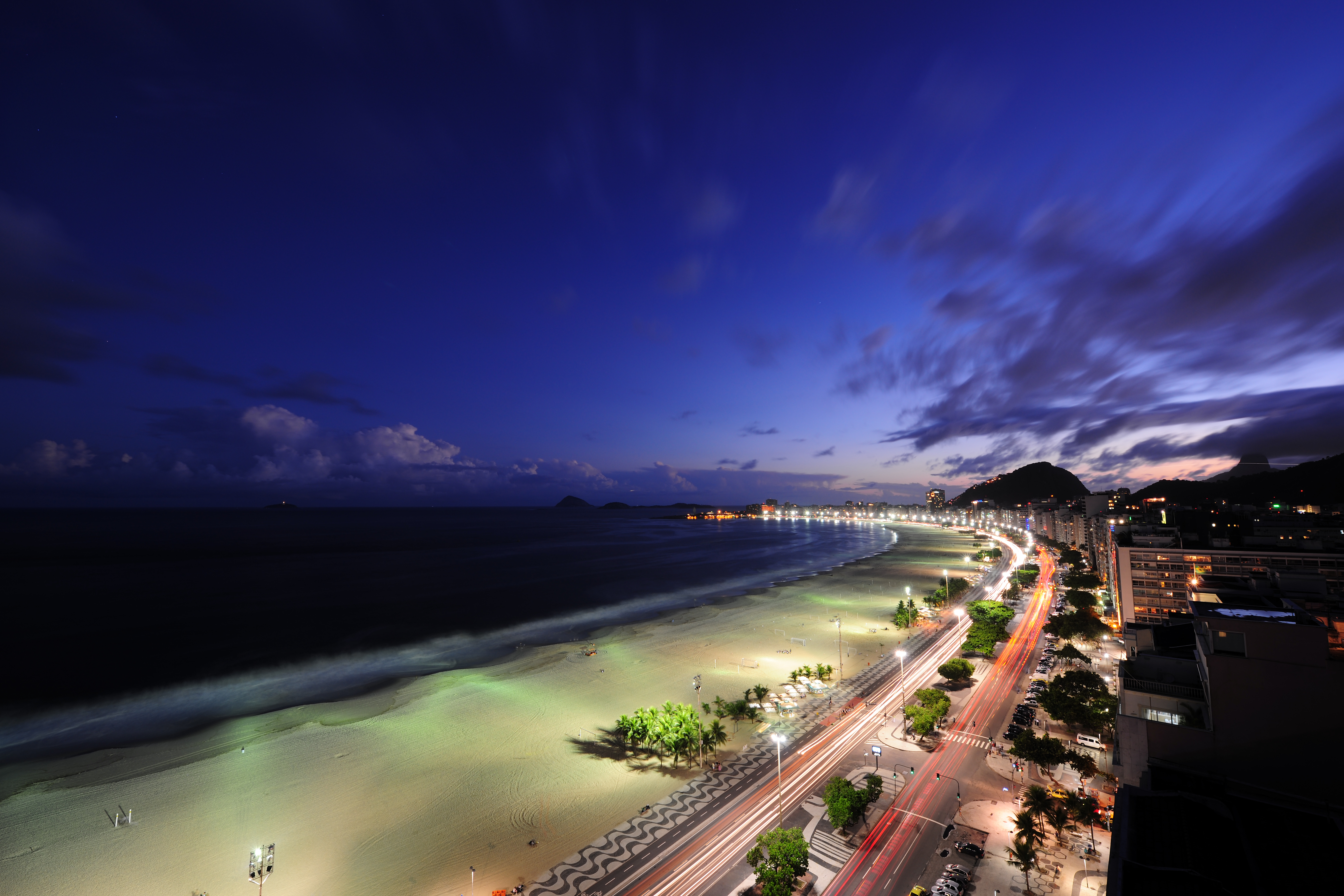
Plaża w dzielnicy Copacabana w Rio de Janeiro, podczas której na ostatnim koncercie z trasy zgromadziło się 1,6 miliona widzów

Według brytyjskich mediów, już podczas przedsprzedaży biletów wykupione zostało około 90% miejsc w hotelach w okolicy O2 Areny w terminach koncertów. Portal Viagogo, zajmujący się prowadzeniem rynku wtórnego biletów na koncerty, poinformował, że w inauguracyjnych występach w Londynie wezmą udział osoby z 71 państw.
Po pojawieniu się doniesień o koncercie w Rio de Janeiro lokalne media rozpoczęły analizę jego wpływu na gospodarkę. Jeszcze przed formalnym ogłoszeniem, że się odbędzie, nastąpił gwałtowny wzrost rezerwacji hotelowych w mieście. Po ogłoszeniu ratusz miejski zwołał posiedzenie w sprawie konsekwencji koncertu, a podlegające mu Stowarzyszenie Hoteli i Zakwaterowania spekulowało, że hotele w dzielnicy Copacabana będą miały 100% obłożenia. W porównaniu z weekendem poprzedzającym ogłoszenie, wyszukiwania biletów lotniczych do Rio de Janeiro wzrosły o 82%, biletów autobusowych o 900%, noclegów w serwisie Airbnb o 1000%, a wypożyczalni łodzi w okolicy plaży o 300%. Na czas koncertu została zwiększona liczba połączeń autobusowych i lotniczych, a miejski dworzec autobusowy przewidywał obłożenie w poprzedzającym go dniu o 20% większe niż w typowy piątek. Podlegająca brytyjskiemu Ministerstwu Turystyki agencja Embratur poinformowała 1 kwietnia 2024, że dotychczas zostało kupionych około 7,5 tysięcy biletów na loty z innych państw do Rio de Janeiro na czas koncertu, a przewidywany wzrost turystyki zagranicznej w porównaniu do analogicznego weekendu rok wcześniej ma wynieść 27,3%.
Miasto Rio de Janeiro opublikowało obliczenia, według których koncert zasili jego budżet o około 293,4 miliona reali (w porównaniu do 10 milionów wydanych na organizację), a wpływ z podatków od usług wyniesie w samym maju 2024 60,9 milionów reali, czyli o 20% więcej niż w maju 2023. Stowarzyszenie Supermarketów stanu Rio de Janeiro przewidywało wzrost sprzedaży w supermarketach w dzielnicy Copacabana na poziomie 18%, dodając, że sklepy zwiększyły swoje zapasy o średnio o 10,5%. Tylko do końca kwietnia 2024 stacja telewizyjna TV Globo zarobiła na planowanej transmisji koncertu 51 milionów reali, czyli więcej, niż wynosiło honorarium dla artystki i jej ekipy. Brazylijskie media, w tym rządowa agencja prasowa Agência Brasil i największy prywatny konglomerat medialny, Grupo Globo, określiły wpływ koncertu na gospodarkę mianem „efektu Madonny”. Pod koniec kwietnia 2024 władze miasta przyznały jej tytuł honorowego obywatela. Po koncercie poinformowały, że wzmocnił on budżet o 300 milionów reali, a pośród 1,6 miliona widzów około 150 tysięcy stanowili turyści.
W lutym 2025 władze Rio de Janeiro poinformowały, że występ Madonny był pierwszą odsłoną planowanego cyklu darmowych koncertów w mieście pod nazwą Todo Mundo no Rio.

## Lista utworów
Poniższe utwory zostały wykonane podczas pierwszego koncertu 14 października 2023 w Londynie i odpowiadają standardowej liście podczas trasy.
Akt 1
1. „It’s a Celebration” (wstęp w wykonaniu Boba the Drag Queen(inne języki); zawiera elementy „Lucky Star”, „Material Girl”, „Vogue”, „Express Yourself” i „Bitch I’m Madonna”)
2. „Nothing Really Matters”
3. „Everybody” (z elementami „Where’s the Party”)
4. „Into the Groove” (z elementami „Into the Hollywood Groove”)
5. „Burning Up”
6. „Open Your Heart” (z elementami „Live to Tell”)
7. „Holiday” (z elementami „I Want Your Love(inne języki)”)
8. „In This Life” (interludium)
9. „Live to Tell”
10. „Like a Prayer” (z elementami „Girl Gone Wild”, „Act of Contrition”, „Unholy” i „Let’s Go Crazy(inne języki)”)

Akt 2
1. „Blond Ambition” (interludium; z elementami „Living for Love”, „Fever”, „Erotica” i „Justify My Love”)
2. „Erotica” (z elementami niewydanej wersji demo i „Papa Don’t Preach”)
3. „Justify My Love” (z elementami „Gangsta(inne języki)”)
4. „Fever” (fragment)
5. „Hung Up” (z elementami „Hung Up on Tokischa”)
6. „Bad Girl”
7. „Ballroom” (interludium; z elementami „Up Down Suite” i „Break My Soul (The Queens Remix)” i „Vogue”)
8. „Vogue” (z elementami „Break My Soul (The Queens Remix)”)
9. „Human Nature” (z elementami „They Reminisce Over You (T.R.O.Y.)(inne języki)”)
10. „Crazy for You”

Akt 3
1. „The Beast Within” (interludium)
2. „Die Another Day”
3. „Don’t Tell Me” (z elementami „The Good, the Bad and the Ugly”)
4. „Mother and Father”
5. „I Will Survive” (cover Glorii Gaynor)
6. „La Isla Bonita”
7. „Don’t Cry for Me Argentina”

Akt 4
1. „I Don’t Search I Find” (interludium)
2. „Bedtime Story”
3. „Ray of Light” (Sasha Ultra Violet mix)
4. „Rain”

Akt 5
1. „Like a Virgin” / „Billie Jean” (interludium; z elementami „Smooth Criminal”, „Dangerous”, „Express Yourself”, „You Rock My World”, „The Way You Make Me Feel”, „Celebration”, „She’s Not Me” i „Angel”)
2. „Bitch I’m Madonna” (z elementami „Give Me All Your Luvin’” i „Unapologetic Bitch”)
3. „Celebration” (z elementami wersji Benny Benassi Remix i „Music”)

### Modyfikacje
- Podczas wybranych koncertów Madonna wykonała a cappella fragment „Causing a Commotion”[68][58][126].
- 14 października 2024 w Londynie Madonna wykonała a cappella fragment „Little Star” z dedykacją dla córki, Lourdes Leon(inne języki), która obchodziła wówczas 27. urodziny[39].
- 15 października 2023 koncert w Londynie zakończył się po piosence „Rain” ze względu na restrykcje czasowe obiektu[127].
- 6 i 7 listopada 2024 w Lizbonie Madonna wykonała „Sodade(inne języki)” Cesárii Évory[128].
- Podczas koncertów w Nowym Jorku Madonna wykonała „Burning Up” w mashupie z „I Love New York”[64][129][70].
- Podczas wybranych koncertów, począwszy od tego w Bostonie 8 stycznia 2024, „I Will Survive” został zastąpiony przez „Express Yourself”[68][58][95][63][130][131].
- 11 i 12 stycznia 2024 w Toronto oraz 15 stycznia 2024 w Detroit „Rain” został zastąpiony przez „Frozen” (z elementami wersji Sickick Remix)[132][131].
- 29 stycznia 2024 w Nowym Jorku Tokischa(inne języki) wystąpiła gościnnie podczas „Hung Up”[133].
- 2 lutego 2024 w Chicago Madonna wykonała a cappella fragment „This Used to Be My Playground”[134].
- Podczas wybranych koncertów, począwszy od tego w Saint Paul 13 lutego 2024, „Rain” został zastąpiony przez „Take a Bow”[135][73][136][137].
- 13 lutego 2024 w Saint Paul Madonna wykonała a cappella fragment „Kiss”[138].
- 7 marca 2024 w Inglewood Kylie Minogue wystąpiła gościnnie podczas „I Will Survive”, ponadto artystki wykonały a cappella „Can’t Get You Out of My Head”[139].
- 4 maja 2024 w Rio de Janeiro „Mother and Father” został pominięty, zaś „Don’t Cry For Me Argentina” został zastąpiony przez „This Little Light of Mine(inne języki)” i „Music”, wykonany z Pabllo Vittarem[140].

## Lista koncertów
| Data                 | Miejscowość    | Państwo           | Obiekt                     | Support           | Sprzedane bilety      | Dochód (USD)          |
| Europa               | Europa         | Europa            | Europa                     | Europa            | Europa                | Europa                |
| -------------------- | -------------- | ----------------- | -------------------------- | ----------------- | --------------------- | --------------------- |
| 14 października 2023 | Londyn         | Wielka Brytania   | The O2 Arena               | Honey Dijon       | 59 556                | 14 706 417            |
| 15 października 2023 | Londyn         | Wielka Brytania   | The O2 Arena               | Honey Dijon       | 59 556                | 14 706 417            |
| 17 października 2023 | Londyn         | Wielka Brytania   | The O2 Arena               | Diplo             | 59 556                | 14 706 417            |
| 18 października 2023 | Londyn         | Wielka Brytania   | The O2 Arena               | Honey Dijon       | 59 556                | 14 706 417            |
| 21 października 2023 | Antwerpia      | Belgia            | Sportpaleis                | —                 | 34 307                | 5 477 001             |
| 22 października 2023 | Antwerpia      | Belgia            | Sportpaleis                | —                 | 34 307                | 5 477 001             |
| 25 października 2023 | Kopenhaga      | Dania             | Royal Arena                | —                 | 27 422                | 4 343 987             |
| 26 października 2023 | Kopenhaga      | Dania             | Royal Arena                | —                 | 27 422                | 4 343 987             |
| 28 października 2023 | Sztokholm      | Szwecja           | Tele2 Arena                | —                 | 39 173                | 4 019 448             |
| 1 listopada 2023     | Barcelona      | Hiszpania         | Palau Sant Jordi           | Arca              | 35 324                | 5 574 504             |
| 2 listopada 2023     | Barcelona      | Hiszpania         | Palau Sant Jordi           | Arca              | 35 324                | 5 574 504             |
| 6 listopada 2023     | Lizbona        | Portugalia        | Altice Arena               | KURA              | 28 946                | 4 807 755             |
| 7 listopada 2023     | Lizbona        | Portugalia        | Altice Arena               | Barata            | 28 946                | 4 807 755             |
| 12 listopada 2023    | Paryż          | Francja           | Accor Arena                | Stuart Price      | 62 781                | 10 722 553            |
| 13 listopada 2023    | Paryż          | Francja           | Accor Arena                | Stuart Price      | 62 781                | 10 722 553            |
| 15 listopada 2023    | Kolonia        | Niemcy            | Lanxess Arena              | —                 | 30 049                | 4 959 322             |
| 16 listopada 2023    | Kolonia        | Niemcy            | Lanxess Arena              | —                 | 30 049                | 4 959 322             |
| 19 listopada 2023    | Paryż          | Francja           | Accor Arena                | Kiddy Smile       | [ a ]                 | [ a ]                 |
| 20 listopada 2023    | Paryż          | Francja           | Accor Arena                | Fecal Matter      | [ a ]                 | [ a ]                 |
| 23 listopada 2023    | Mediolan       | Włochy            | Mediolanum Forum           | Stuart Price      | 22 895                | 4 095 015             |
| 25 listopada 2023    | Mediolan       | Włochy            | Mediolanum Forum           | Stuart Price      | 22 895                | 4 095 015             |
| 28 listopada 2023    | Berlin         | Niemcy            | Mercedes-Benz Arena        | Stuart Price      | 25 426                | 4 826 375             |
| 29 listopada 2023    | Berlin         | Niemcy            | Mercedes-Benz Arena        | Stuart Price      | 25 426                | 4 826 375             |
| 1 grudnia 2023       | Amsterdam      | Holandia          | Ziggo Dome                 | Sevdaliza         | 32 104                | 6 344 416             |
| 2 grudnia 2023       | Amsterdam      | Holandia          | Ziggo Dome                 | Sevdaliza         | 32 104                | 6 344 416             |
| 5 grudnia 2023       | Londyn         | Wielka Brytania   | The O2 Arena               | Stuart Price      | 31 111                | 7 588 038             |
| 6 grudnia 2023       | Londyn         | Wielka Brytania   | The O2 Arena               | Stuart Price      | 31 111                | 7 588 038             |
| Ameryka Północna     |                |                   |                            |                   |                       |                       |
| 13 grudnia 2023      | Nowy Jork      | Stany Zjednoczone | Barclays Center            | Honey Dijon       | 37 782                | 7 774 698             |
| 14 grudnia 2023      | Nowy Jork      | Stany Zjednoczone | Barclays Center            | DJ Swisha & Sammy | 37 782                | 7 774 698             |
| 16 grudnia 2023      | Nowy Jork      | Stany Zjednoczone | Barclays Center            | Mary Mac          | 37 782                | 7 774 698             |
| 18 grudnia 2023      | Waszyngton     | Stany Zjednoczone | Capital One Arena          | Mary Mac          | 22 896                | 4 808 752             |
| 19 grudnia 2023      | Waszyngton     | Stany Zjednoczone | Capital One Arena          | Mary Mac          | 22 896                | 4 808 752             |
| 8 stycznia 2024      | Boston         | Stany Zjednoczone | TD Garden                  | Stuart Price      | 25 685                | 5 509 791             |
| 9 stycznia 2024      | Boston         | Stany Zjednoczone | TD Garden                  | Stuart Price      | 25 685                | 5 509 791             |
| 11 stycznia 2024     | Toronto        | Kanada            | Scotiabank Arena           | Frank Walker      | 30 146                | 5 533 143             |
| 12 stycznia 2024     | Toronto        | Kanada            | Scotiabank Arena           | Frank Walker      | 30 146                | 5 533 143             |
| 15 stycznia 2024     | Detroit        | Stany Zjednoczone | Little Caesars Arena       | Omar-S            | 13 516                | 2 725 951             |
| 18 stycznia 2024     | Montreal       | Kanada            | Bell Centre                | Mary Mac          | 30 670                | 5 094 575             |
| 20 stycznia 2024     | Montreal       | Kanada            | Bell Centre                | Mary Mac          | 30 670                | 5 094 575             |
| 22 stycznia 2024     | Nowy Jork      | Stany Zjednoczone | Madison Square Garden      | Stuart Price      | 41 207                | 10 289 619            |
| 23 stycznia 2024     | Nowy Jork      | Stany Zjednoczone | Madison Square Garden      | Stuart Price      | 41 207                | 10 289 619            |
| 25 stycznia 2024     | Filadelfia     | Stany Zjednoczone | Wells Fargo Center         | Sammy             | 12 037                | 2 044 220             |
| 29 stycznia 2024     | Nowy Jork      | Stany Zjednoczone | Madison Square Garden      | Bearcat           | [ m ]                 | [ m ]                 |
| 1 lutego 2024        | Chicago        | Stany Zjednoczone | United Center              | Honey Dijon       | 27 405                | 6 748 085             |
| 2 lutego 2024        | Chicago        | Stany Zjednoczone | United Center              | Honey Dijon       | 27 405                | 6 748 085             |
| 5 lutego 2024        | Pittsburgh     | Stany Zjednoczone | PPG Paints Arena           | Mary Mac          | 11 672                | 2 204 097             |
| 8 lutego 2024        | Cleveland      | Stany Zjednoczone | Rocket Mortgage FieldHouse | Mary Mac          | 14 139                | 2 895 768             |
| 13 lutego 2024       | Saint Paul     | Stany Zjednoczone | Xcel Energy Center         | Mary Mac          | 12 024                | 2 378 636             |
| 17 lutego 2024       | Seattle        | Stany Zjednoczone | Climate Pledge Arena       | Mary Mac          | 27 582                | 5 716 576             |
| 18 lutego 2024       | Seattle        | Stany Zjednoczone | Climate Pledge Arena       | Mary Mac          | 27 582                | 5 716 576             |
| 21 lutego 2024       | Vancouver      | Kanada            | Rogers Arena               | Mary Mac          | 13 458                | 2 204 034             |
| 24 lutego 2024       | Sacramento     | Stany Zjednoczone | Golden 1 Center            | Mary Mac          | 12 982                | 2 693 456             |
| 27 lutego 2024       | San Francisco  | Stany Zjednoczone | Chase Center               | Stuart Price      | 26 443                | 6 577 948             |
| 28 lutego 2024       | San Francisco  | Stany Zjednoczone | Chase Center               | Stuart Price      | 26 443                | 6 577 948             |
| 1 marca 2024         | Paradise       | Stany Zjednoczone | T-Mobile Arena             | Bearcat           | 28 869                | 7 566 992             |
| 2 marca 2024         | Paradise       | Stany Zjednoczone | T-Mobile Arena             | Bearcat           | 28 869                | 7 566 992             |
| 4 marca 2024         | Inglewood      | Stany Zjednoczone | Kia Forum                  | Stuart Price      | 64 493                | 13 360 248            |
| 5 marca 2024         | Inglewood      | Stany Zjednoczone | Kia Forum                  | Stuart Price      | 64 493                | 13 360 248            |
| 7 marca 2024         | Inglewood      | Stany Zjednoczone | Kia Forum                  | Bearcat           | 64 493                | 13 360 248            |
| 9 marca 2024         | Inglewood      | Stany Zjednoczone | Kia Forum                  | Bearcat           | 64 493                | 13 360 248            |
| 11 marca 2024        | Inglewood      | Stany Zjednoczone | Kia Forum                  | Bearcat           | 64 493                | 13 360 248            |
| 13 marca 2024        | Thousand Palms | Stany Zjednoczone | Acrisure Arena             | Bearcat           | 9 027                 | 2 376 991             |
| 16 marca 2024        | Phoenix        | Stany Zjednoczone | Footprint Center           | Bearcat           | 12 596                | 3 214 228             |
| 19 marca 2024        | Denver         | Stany Zjednoczone | Ball Arena                 | Mary Mac          | 12 472                | 2 640 479             |
| 24 marca 2024        | Dallas         | Stany Zjednoczone | American Airlines Center   | Mary Mac          | 23 726                | 5 047 270             |
| 25 marca 2024        | Dallas         | Stany Zjednoczone | American Airlines Center   | Mary Mac          | 23 726                | 5 047 270             |
| 28 marca 2024        | Houston        | Stany Zjednoczone | Toyota Center              | Mary Mac          | 19 268                | 3 724 053             |
| 29 marca 2024        | Houston        | Stany Zjednoczone | Toyota Center              | Mary Mac          | 19 268                | 3 724 053             |
| 1 kwietnia 2024      | Atlanta        | Stany Zjednoczone | State Farm Arena           | Mary Mac          | 11 139                | 2 679 812             |
| 4 kwietnia 2024      | Tampa          | Stany Zjednoczone | Amalie Arena               | Mary Mac          | 14 396                | 2 950 174             |
| 6 kwietnia 2024      | Miami          | Stany Zjednoczone | Kaseya Center              | Stuart Price      | 37 556                | 8 649 389             |
| 7 kwietnia 2024      | Miami          | Stany Zjednoczone | Kaseya Center              | Stuart Price      | 37 556                | 8 649 389             |
| 9 kwietnia 2024      | Miami          | Stany Zjednoczone | Kaseya Center              | Stuart Price      | 37 556                | 8 649 389             |
| 14 kwietnia 2024     | Austin         | Stany Zjednoczone | Moody Center               | Honey Dijon       | 22 957                | 5 706 268             |
| 15 kwietnia 2024     | Austin         | Stany Zjednoczone | Moody Center               | Honey Dijon       | 22 957                | 5 706 268             |
| 20 kwietnia 2024     | Meksyk         | Meksyk            | Palacio de los Deportes    | Stuart Price      | 82 421                | 14 797 461            |
| 21 kwietnia 2024     | Meksyk         | Meksyk            | Palacio de los Deportes    | Stuart Price      | 82 421                | 14 797 461            |
| 23 kwietnia 2024     | Meksyk         | Meksyk            | Palacio de los Deportes    | Stuart Price      | 82 421                | 14 797 461            |
| 24 kwietnia 2024     | Meksyk         | Meksyk            | Palacio de los Deportes    | Blond:ish         | 82 421                | 14 797 461            |
| 26 kwietnia 2024     | Meksyk         | Meksyk            | Palacio de los Deportes    | Sammy             | 82 421                | 14 797 461            |
| Ameryka Południowa   |                |                   |                            |                   |                       |                       |
| 4 maja 2024          | Rio de Janeiro | Brazylia          | Plaża Copacabana           | Diplo Barata      | koncert niebiletowany | koncert niebiletowany |
| Suma                 | Suma           | Suma              | Suma                       | Suma              | 1 127 658             | 225 377 545           |

### Odwołane
| Data             | Miejscowość   | Państwo           | Obiekt                 | Przyczyna                 |
| ---------------- | ------------- | ----------------- | ---------------------- | ------------------------- |
| 27 lipca 2023    | Tulsa         | Stany Zjednoczone | BOK Center             | konflikty w harmonogramie |
| 22 grudnia 2023  | Nashville     | Stany Zjednoczone | Bridgestone Arena      | konflikty w harmonogramie |
| 15 stycznia 2024 | San Francisco | Stany Zjednoczone | Chase Center           | konflikty w harmonogramie |
| 18 stycznia 2024 | Las Vegas     | Stany Zjednoczone | MGM Grand Garden Arena | konflikty w harmonogramie |
| 20 stycznia 2024 | Phoenix       | Stany Zjednoczone | Footprint Center       | konflikty w harmonogramie |